# 水口浦駅
水口浦駅（スグポえき）は、朝鮮民主主義人民共和国咸鏡北道穏城郡に位置する朝鮮民主主義人民共和国鉄道省咸北線の駅である。

## 歴史
- 1933年8月1日：開業[1]。

## 隣の駅
朝鮮民主主義人民共和国鉄道省
咸北線
江岸里駅 - 水口浦駅 - 江陽駅